# Tetraplatia volitans
Tetraplatia volitans is een hydroïdpoliep uit de familie Tetraplatidae. De poliep komt uit het geslacht Tetraplatia. Tetraplatia volitans werd in 1851 voor het eerst wetenschappelijk beschreven door Busch. 